# (58671) Diplodocus
(58671) Diplodocus ist ein Asteroid des inneren Hauptgürtels, der am 25. Dezember 1997 von den US-amerikanischen Astronomen Cynthia Gustava und Keith Rivich am George-Observatorium (IAU-Code 735) entdeckt wurde. Das George-Observatorium gehört zum Houston Museum of Natural Science und befindet sich im Brazos Bend State Park des Houstoner Vorortes Needville.
(58671) Diplodocus ist nach dem Newsletter des Houston Museums of Natural Science benannt, dem Dashing Diplodocus. Im Museum steht eine Skelettnachbildung eines Diplodocus hayi. Die Benennung des Asteroiden erfolgte am 9. Februar 2009.